# Sphagnum turgens
Sphagnum turgens är en bladmossart som beskrevs av Warnstorf 1906. Sphagnum turgens ingår i släktet vitmossor, och familjen Sphagnaceae. Inga underarter finns listade i Catalogue of Life.